# Montanazhdarcho
Montanazhdarcho byl rod azdarchidního pterodaktyloidního ptakoještěra, který žil v období svrchní křídy (stupeň kampán) na území dnešní Severní Ameriky.

## Popis
Diagnostický materiál sestává pouze z části přední končetiny (elementů křídla) pterosaura. Ve srovnání s dalšími zástupci čeledi byl poměrně malý, dosahoval rozpětí křídel jen kolem 2,5 metru. Je zajímavé, že blízce příbuzným rodem je zřejmě český ptakoještěr Cretornis hlavaci (který je neazdarchidním azdarchoidem).
Tento rod byl pojmenován paleontology Kevinem Padianem, Armandem de Ricqlésem a Jackem Hornerem v roce 1995, formálně popsán byl pak v roce 2002.

## Paleoekologie
Podle některých odhadů dokázali tito ptakoještěři urazit ohromné vzdálenosti. Například zástupci příbuzného rodu Quetzalcoatlus zvládli pravděpodobně přeletět v rozmezí 7 až 10 dní na vzdálenost kolem 16 000 kilometrů, a to jen s relativně malým výdejem energie.